# Упрощённые технологии
Упрощенные технологии[неизвестный термин] (англ., appropriate technology, соответствующие технологии) — это направление в производстве, подразумевающее такой выбор технологий и способов их реализации, чтобы продукция на выходе получалась максимально компактной[неизвестный термин] и доступной для жителей слабо развитых территорий без развитой инфраструктуры. При этом продукция должна оставаться полноценной по функционалу, энергоэффективной, экологически безопасной и автономной.
Первоначально принципы упрощенных технологий были сформулированы экономистом Эрнстом Фридрихом Шумахером в его работе «Малое прекрасно» («Small Is Beautiful») в рамках концепта «переходных технологий» («intermediate technology»). Шумахер и его современные последователи предложили делать технологии более соответствующим нуждам простых людей.
Упрощенные технологии были использованы для решения широкого спектра проблем. Хорошо известны такие примеры применения упрощенных технологий как водяные насосы с ручным и водным питанием[неизвестный термин], универсальный гайковерт[неизвестный термин], автономные солнечные лампы и уличные фонари, а также энергосберегающие конструкции зданий.
Упрощенные технологии в сфере IT часто разрабатываются с использованием принципов открытого исходного кода, что привело к появлению понятия упрощенных технологий в сфере IT с открытым исходным кодом (open-source appropriate technology, OSAT). Готовые схемы, изготовленные по этой технологии, можно свободно найти в Интернете. Упрощенные технологии OSAT были предложены как новая модель поддержки инноваций для устойчивого развития.
Также упрощенные технологии часто обсуждаются в связи с экономическим ростом развивающихся стран, как альтернатива воссозданию более капиталоемких технологий из промышленно развитых стран. Тем не менее, упрощенные технологии находят применение и в промышленно развитых странах. Соответствующее технологическое движение выросло из энергетического кризиса 1970-х годов и сосредоточено главным образом на вопросах экологии и устойчивости развития. На сегодняшний день эта идея имеет две различные точки приложения: в одних случаях упрощенная технология может быть описана как простейший уровень технологий, помогающий достигать поставленных целей, а в других же случаях она может описывать разработку технологического процесса, адекватно учитывающего социальные и экологические проблемы. Оба эти аспекта объединяет простота и применимость для повседневной жизни.

## Обстоятельства появления

### История

#### Предшественники
Индийский лидер Махатма Ганди часто упоминается как отец движения упрощенных технологий. Изначально у этой концепции не было названия. Ганди выступал за внедрение небольших местных производств, чтобы тем самым помочь деревням стать самостоятельными. Он не был согласен с идеологией, по которой технологии приносят пользу меньшинству людей за счет большинства или же оставляют людей без работы для достижения сверхприбылей. В 1925 году Ганди основал Всеиндийскую ассоциацию прядильщиков, а в 1935 году ушел из политики и дал начало Всеиндийской ассоциации деревенской промышленности. Обе организации были сосредоточены на развиваемых в деревне технологиях, что делает их похожими на современное движение упрощенных технологий.
В Китае предпринимались шаги по реализации политики развития, подобной упрощенным технологиям, как в правление Мао Цзедуна, так и во время Культурной революции. В ходе Культурной революции была взята на вооружение политика, основанная на идее устойчивости, необходимости «твердо стоять на ногах», уделяя равное внимание развитию как индустриального, так и малого деревенского производства.

#### Э. Ф. Шумахер
Несмотря и на более ранние примеры, именно доктор Эрнст Фридрих Шумахер считается основателем движения упрощенных технологий. Этот широко известный экономист работал в Британском угольном совете более 20 лет, в основном занимаясь вопросами, связанными с недооценкой вреда, наносимый работами в шахтах здоровью шахтеров. Однако только его работа, связанная с проблемами развивающихся стран, такими как Индия и Бирма, помогли Шумахеру сформулировать принципы движения упрощенных технологий.
Шумахер впервые сформулировал идею «переходной технологии», сейчас более известной как упрощенная технология, в 1962 году в докладе Индийской комиссии по планированию, в котором он охарактеризовал Индию как избыточно большой рынок труда с нехваткой капитала и призывал к «переходной» промышленной технологии, которая помогла бы Индии задействовать излишки рабочей силы. Шумахер разрабатывал свою концепцию несколько лет. В 1955 году, уже став экономическим советником правительства Бирмы, он опубликовал короткую статью «Экономика в буддийской стране», его первую известную критику влияния западной экономики на развивающиеся страны. В дополнение адаптации к буддизму Шумахер также приспособил свои идеи к учению Ганди.
Первоначально идеи Шумахера были отвергнуты как индийским правительством, так и ведущими экономистами. Движимые опасениями, что идея переходных технологий может зачахнуть, так и не получив продолжения, Шумахер, Джордж Мак-Роби, Мансур Хода, Джулия Портер и ещё примерно 20 человек образовали Группу по разработке переходных технологий (ITDG) в мае 1965 года. Чуть позже в этом году статья Шумахера, опубликованная в «Observer», привлекла к себе большое внимание и поддержку. В 1967 году группа опубликовала книгу «Инструменты для прогресса: руководство по мелкомасштабному оборудованию для развития сельских районов», продав 7000 экземпляров. ITDG также сформировал группы экспертов и практических специалистов по конкретным технологическим потребностям (таким как строительство зданий, энергетика и водоснабжение) для разработки переходных технологий, удовлетворяющих эти потребности. На конференциях, организованных ITDG в 1968 году, термин «переходная технология» был исключен в пользу термина «упрощенная технология», используемого сегодня. Переходная технология была подвергнута критике как подразумевающая, что подобные разработки должны уступать передовой (или высокой) технологии, и не включать в себя те социальные и политические факторы, что были позже предложены членами группы. В 1973 году Шумахер предоставил широкой аудитории концепцию упрощенных технологий в своей влиятельной работе «Малое прекрасно: исследование такой экономики, в которой люди имеют значение».

#### Дальнейшее развитие
В период с 1966 по 1975 год число новых организаций движения упрощенных технологий росло в три раза быстрее, чем в предыдущие девять лет. Кроме того, выросло число организаций, занимающихся применением упрощенных технологий в сфере индустриализации, особенно в области энергетики и окружающей среды. В 1977 году ОЭСР определила в своем каталоге Appropriate Technology Directory список из 680 организаций, который занимались разработкой и продвижением упрощенных технологий. К 1980 году это число возросло до более чем 1000. Международные агентства и правительственные учреждения также являлись крупными новаторами в области упрощенных технологий, знаменуя переход от небольшого движения, борющегося против норм истеблишмента, к общепризнанному технологическому выбору, поддерживаемому истеблишментом. Например, Межамериканский банк развития создал Комитет по применению промежуточных технологий в 1976 году, а Всемирная организация здравоохранения учредила Программу «Упрощенные технологии для здоровья» в 1977 году.
Упрощенная технология также все чаще использовалась в развитых странах. Например, энергетический кризис середины 1970-х годов привел к тому, что в 1977 году был создан Национальный центр упрощенных технологий (NCAT) с начальными ассигнованиями из Конгресса США на 3 миллиона долларов. Центр спонсировал демонстрацию упрощенных технологий, чтобы «помочь сообществам с низким доходом в поиске путей улучшений качества жизни, благодаря уже имеющимся навыкам и ресурсам». Однако к 1981 году основные фонды, предназначенные NCAT, были упразднены. В течение нескольких десятилетий NCAT работал с департаментами энергетики и сельского хозяйства США по программам развития упрощенных технологий. С 2005 года информационный веб-сайт NCAT больше не финансируется правительством США.

#### Спад
В последние годы движение упрощенных технологий продолжает терять позиции. Немецкая биржа упрощенных технологий (GATE) и Голландский центр распространения технологий развития (TOOLE) среди тех организаций, которые больше не существуют. Недавно появились исследования, посвященные существующим препятствиям для распространения упрощенных технологий, несмотря на относительно низкую стоимость передачи информации в эпоху Интернета. Эти препятствия таковы: упрощенные технологии рассматриваются как низкоуровневые или технологии для бедных, проблемы с технической переносимостью и надежностью упрощенных технологий, недостаточное финансирование, слабая институциональная поддержка, а также проблемы удаленности и планирования в борьбе с сельской бедностью.
Исследования, ориентированные на свободный рынок, начали доминировать в этой области. Например, Пол Полак, основатель Международной организации по развитию (организация, что разрабатывает и производит продукты, соответствующие идеям упрощенных технологий), в 2012 году в своем блоге выразил мнение о смерти упрощенных технологий.
Полак утверждает, что движение упрощенных технологий заменено новым движением, называнное им «разработка для оставшихся 90 процентов». Выросшее из движения упрощенных технологий, движение «разработка для оставшихся 90 процентов» требует создания недорогих решений для оставшихся 5,8 миллиарда из 6,8 миллиарда человек в мире, «которые практически не имеют доступа к большинству продуктов и услуг, которые многие из нас принимают как должное.»
Многие идеи, которые являются неотъемлемой частью упрощенных технологий, можно обнаружить и в наращивающем популярность движении за устойчивое развитие, которое, помимо других идей, выступает за технологический выбор, который отвечает потребностям человека, при этом сохраняя окружающую среду для будущих поколений . В 1983 году ОЭСР опубликовала результаты обширного опроса соответствующих технологических организаций под названием «Мир упрощенных технологий», в котором упрощенная технология характеризуется как обеспечивающая «низкие инвестиционные затраты на работу, низкие затраты капитала на единицу выпускаемое продукции, организационную простоту, высокую адаптивность к особенному социальному или культурному окружению, преимущественное использование природных ресурсов, низкую стоимость конечной продукции или высокий потенциал для занятости населения». Сегодня веб-сайт ОЭСР в «Глоссарии статистических терминов» перенаправляет из статьи «упрощенные технологии» на статью "экологически чистые технологии ". "Индекс экономического и социального развития « сайта ООН также перенаправляет из „упрощенных технологий“ в „устойчивое развитие“.

#### Потенциальное возрождение
Несмотря на спад, несколько организаций движения упрощенных технологий все ещё существуют, в том числе ITDG, которая сменила название на „Practical Action“ („Практические действия“) в 2005 году. в 1998 году Skat (Schweizerische Kontaktstelle für Angepasste Technology) перепрофилировались на частные консультации, хотя некоторые мероприятия продолжаются Фондом „Скат“ в работе сети сельского водоснабжения (RWSN). Ещё один участник движения, все ещё очень активный — это благотворительная организация CEAS (Центр Экологии Альберта Швейцера). Они как новаторы в разработках новых пищевых продуктов и солнечных нагревателей воды предлагают профессиональное обучение в Западной Африке и Мадагаскаре. Вообще в настоящее время наблюдается значительное возрождение, если учитывать число групп, внедряющих упрощенные технологии с открытым исходным кодом (OSAT), благодаря возможностям Интернета. Движение OSAT включают в себя следующие группы: Akvo Foundation, Appropedia, The Appropriate Technology Collaborative, Catalytic Communities, Centre for Alternative Technology, Center For Development Alternatives, Engineers Without Borders, Open Source Ecology, Practical Action и Village Earth. Совсем недавно ASME, „Инженеры без границ“ (США) и IEEE объединились для разработки проекта „Engineering for Change“ („Инженерия для перемен“), который разрабатывает решения, приемлемые для слаборазвитых местностей, а также устойчивые решения для наиболее насущных гуманитарных задач.

### Терминология
Упрощенная технология часто используется как общий зонтичный термин вместо многих различных названий для этого типа технологий. Часто эти термины используются взаимозаменяемо; однако предпочтение одного термина другому может указывать на излишнюю конкретизацию, непреднамеренную предвзятость или решения под влиянием момента в вопросе технологического выбора. Хотя упрощенные технологии известны сейчас в качестве названия концепции всего движения, но используется также и термин „переходная технология“ как та часть направления, что ориентирована на технологию, более производительную, чем „неэффективные“ традиоционные технологии, но при этом менее затратную, чем технологии промышленно развитых стран. Другие виды технологий, которые скрываются под общим зонтичным термином:
- Капиталосберегающие технологии (Capital-saving technology)
- Трудоемкие технологии (Labor-intensive technology)
- Альтернативная технология (Alternate technology0
- Технология самопомощи (Self-help technology)
- Технология уровня деревень (Village-level technology)
- Технология сообществ (Community technology)
- Прогрессивная технология (Progressive technology)
- Локально используемые технологии (Indigenous technology)
- Народные технологии (People’s technology)
- Технология с несложной инженерией (Light-engineering technology)
- Адаптивная технология (Adaptive technology)
- Малозатратные технологии (Light-capital technology)
- Мягкие или гибкие технологии (Soft technology)

Существуют различные конкурирующие определения для каждого из этих терминов в академической литературе и в документах организаций и государственных учреждений. Тем не менее, общий консенсус в отношении общих идей упрощенных технологий предоставлен в приведенном выше списке. Ведь, продолжая тему предвзятости, предпочтение одних терминов другим в отношении упрощенных технологий может указывать на идеологическую предпочтения или особенный акцент на некоторых частных экономических или социальных обстоятельствах. Некоторые термины подчеркивают необходимость развития рабочей силы (например, трудоемких или капиталоемких технологий), в то время как другие могут подчеркивать необходимость развития человека (например, самопомощь и народные технологии).
Также возможно различение жестких и мягких технологий. Согласно доктору Морису Альбертсону и Одри Фолкнер, жесткие упрощенные технологии — это „инженерные методы, физические конструкции и механизмы, которые отвечают потребностям определённого сообщества и используют материал, что может быть найден прямо под ногами, или просто легко доступный. Все, что может быть построено, использоваться и обслуживаться людьми, проживающими в отдаленных местностях, с очень ограниченной поддержкой извне (например, техническая, материальная или финансовая помощь). Это обычно обусловленно экономически“.
Альбертсон и Фолкнер рассматривают мягкие упрощенные технологии как технологии, которые имеет дело с „социальными структурами, человеческими интерактивными процессами и технологическими мотивациями“. Эти структуры и процессы, которые могут быть описаны как действия, так и просто социальное участие, причем как отдельных индивидуумов, так и групп, в ситуациях требующих анализа и совершения выбора, при вовлечении в процесс выбора и его реализации, приводящего к существенным изменениям».

### Известные представители движения
Вот имена известных практиков сектора упрощенных технологий: Б. В. Доши , Бакминстер Фуллер , Уильям Мойер (1933—2002), Амори Ловинс, Санусси Дьяките, Альберт Бейтс, Виктор Папанек, Джорджио Сераджиоли (1930—2008), Фритьоф Бергманн, Нэсс (1912—2009), Мансур Ход , Лори Бейкер.

### Развитие концепции
Первоначальная концепция опосредующих технологий Шумахера была создана как критика преобладающих стратегий развития, в которых основное внимание уделялось максимизации совокупного экономического роста за счет увеличения общих показателей экономики страны, таких как валовой внутренний продукт (ВВП). Развитые страны осознали ситуацию, в которой оказались развивающиеся страны, в течение нескольких лет после Второй мировой войны. Опираясь на продолжающийся с начала Промышленной революции рост доходов, развитые страны начали кампанию по массовой передачи капитала и технологий развивающимся странам для того, чтобы обеспечить ускоренную индустрилизацию, которая должна была привести к экономическому «взлету» этих стран.
Однако к концу 1960-х годов стало ясно, что этот метод развития не работает как то ожидалось, и все большее число экспертов в области развития, а также национальных лидеров приходили к выводу, что приток технологий может быть потенциальной причиной увеличения бедности и неравенства доходов в развивающихся странах. Тем не менее, он создал двойственную или двухуровневую экономику с явным разделением между классами. Импорт иностранных технологий принес пользу лишь небольшому меньшинству из числа городских элит. Это также увеличивало урбанизацию, когда сельская беднота переезжала в городские города в надежде на дополнительные финансовые возможности. Возросшая нагрузка на городскую инфраструктуру и общественные институты привела к «росту убожества, тяжкому удару по общественному здравоохранению и росту напряжения в обществе.»
Упрощенные технологии предназначена для решения четырёх проблем: крайней нищеты, голода, безработицы и миграции в города. Шумахер видел главной целью программ экономического развития искоренение крайней нищеты, и ему была ясна явная связь между массовой безработицей и крайней нищетой. Шумахер искал способы избавить предпринимаемые меры по развитию бедных стран от характерного для них предпочтения городских территорий и, повысив производительность труда, сосредоточить внимание на сельских территориях (где продолжает жить большинство населения) и тем увеличить занятость.

### В развитых странах
Термин «упрощенные технологии» также используется в развитых странах для описания технологий и проектирования, что причиняет наименьшее негативное воздействие на окружающую среду и общество, то есть технологии должны быть как экологически устойчивыми, так и социально приемлемыми. Э. Ф. Шумахер утверждает, что технологии подобные тем, что описаны в книге «Малое прекрасно» направлены на продвижение таких ценностей как (в таком порядке) здоровье, красота и постоянство".
Часто тип упрощенных технологий, который используется в развитых странах, является ещё и «упрощенной и устойчивой технологией» (АSТ), такой упрощенной технологией, которая, помимо того, что она функциональна и относительно дешева (хотя часто и дороже, чем настоящая упрощенная технология), также долговечна и использует возобновляемые ресурсы . Понятие упрощенных технологий несколько уже (см. Устойчивый дизайн).

## Применение

### Здания и конструкции
Чтобы повысить эффективность большого числа городских служб (эффективное снабжение водой, эффективное снабжение электроэнергией, соразмерный транспортный поток, отвод воды, снижение числа болезней и эпидемий), сначала необходимо правильно построить сам город. В развивающемся мире многие города быстро расширяются и строятся с нуля. Примеряться к нормам проектирования городов (cities design) является сейчас совершенно необходимым для каждой развивающейся страны.
- Саман (включая вариант под названием Суперсаман),
- Утрамбованная земля,
- Спрессованные земляные блоки,
- Продукты животного происхождения,
- Глыбы
- Другие экологически чистые строительные материалы, которые можно считать упрощенными строительными технологиями для большинства развивающихся стран, поскольку они используют материалы, доступными на местном уровне и, таким образом, относительно недороги.

- Обязательно должен учитываться характер местности, например, глиняный кирпич, возможно, не так долговечен в области с большим количеством осадков (хотя для исправления этого можно использовать больший свес крыши и стабилизацию цемента), и, если материалы не всегда доступны, метод также может оказаться неуместным. Другие формы естественного строительства могут считаться упрощенными технологиями, хотя во многих случаях упор делается на устойчивость и самодостаточность, а не на доступность или пригодность. Также многие здания строятся, чтобы быть автономными (например, earthships). Пример такой организации, что применяет упрощенное земляное строительство, Builders Without Borders («Здания без границ»).
- Структура здания также должна приниматься во внимание. Экономическая эффективность является важной проблемой в проектах, основанных на упрощенных технологиях, и одним из наиболее эффективных направлений в данном случае является создание общественного жилья. Такой подход позволяет каждому иметь свое собственное пространство сна/отдыха, но подразумевает наличие мест общего пользования, например, столовые, уборные, общественные душевые.

- Кроме того, для снижения затрат на эксплуатацию (отопление, охлаждение) используются такие методы, как земляные перекрытия и стены.

- Естественную вентиляцию можно создать, проделав вентиляционное отверстия на верхнем уровне здания, чтобы теплый воздух поднимался за счет конвекции и выходил наружу, а более холодный воздух всасывался через вентиляционное отверстия на нижнем уровне.
- Вентиляторы с электроприводом (например, потолочные вентиляторы) обеспечивают эффективное охлаждение при гораздо меньшем потреблении электроэнергии, чем в системах кондиционирования воздуха.
- Солнечные дымовые трубы, часто называемые термическими дымовыми трубами, улучшает естественную вентиляцию с помощью конвекции от воздуха, пассивно нагретого солнечной энергией. Для дальнейшей максимизации охлаждающего эффекта входящий воздух может проходить через подземные каналы до того, как попадет в здание.
- Ветроуловитель, бадгир (Badgir, بادگیر) является традиционным персидским архитектурным устройством, которое используется на протяжении многих веков для создания естественной вентиляции в зданиях. Неизвестно, кто первый изобрел ветроуловитель, но его все ещё можно увидеть во многих странах. Ветроуловители бывают разных конструкций, таких как однонаправленный, двунаправленный и разнонаправленный.
- В жарком, засушливом климате можно использовать наклонную башню пассивной вентиляции, чтобы обеспечить надежное кондиционирование воздуха. Можно позволить воде испаряться в верхней части башни, используя для этого испарительные охлаждающие подставки или распыляя воду. Испарение охлаждает поступающий воздух, вызывая нисходящий поток холодного воздуха, который и снижает температуру внутри здания.

### Сельское хозяйство
Упрощенные технологии широко применяются для улучшения сельскохозяйственного производства в развивающихся странах. Национальный центр упрощенных технологий США управляет национальной программой помощи и устойчивого развития сельского хозяйства ATTRA.

### Вода и санитария

#### Вода
По оценкам, по состоянию на 2006 год, из-за болезней, передаваемых через воду, ежегодно умирает 1,8 миллиона человек, в то время как около 1,1 миллиарда человек не имеют достаточной питьевой воды.
Вода обычно нуждается обработке перед употреблением, в зависимости от источников и предполагаемого использования (с высокими стандартами для питьевой воды). Качество воды из водопроводных сетей и точек общественного доступа к воде в странах с низкими доходами не является достаточно высоким для непосредственного потребления человеком. Вода, добываемая в открытых и неглубоких колодцах, почти всегда требует очистки.
Самый надежный способ уничтожения микробных патогенных агентов — нагревать воду до кипения. Другие методы, такие как разнообразные способы фильтрации, химической дезинфекции, экспозиции ультрафиолетовыми лучами (включая солнечное ультрафиолетовое излучение), были продемонстрированы в результате рандомизированных контрольных испытаний, которые выявили значительное снижение уровня заболеваний, передаваемых через воду, среди пользователей в странах с низким уровнем дохода.
Вот некоторые примеры применения специальной обработки воды на уровне домохозяйств и общин:
- Пористая керамическая фильтрация с использованием глины или диатомовой земли, в форме цилиндра, горшка или диска, с гравитационной или сифонной подачей. Также для антимикробного действия часто добавляют серебро.
- Медленная фильтрация песка с периодическим регулированием, также известная как фильтрация биосанда.
- Дезинфекция хлором с использованием гипохлорита кальция, раствором гипохлорита натрия или таблетками дихлоризоцианурата натрия (NaDCC).
- Химическая флокуляция с использованием индустриально произведенных солей железа или алюминия или измельченных семян отдельных растений, таких как Moringa oleifera. Недавние исследования показали, что даже поваренная соль (NaCl) эффективна для удаления высокоактивных глин при дезинфекции воды солнечным светом.

- Облучение ультрафиолетовым светом с использованием ультрафиолетовых ламп или прямого солнечного облучения, например, методом SODIS.
- Смешанная флокуляция/дезинфекция с использованием индустриально выпускаемых порошкообразных смесей

- Мембранная фильтрация с использованием фильтрующих элементов ультрафильтрации или фильтров обратного осмоса с предварительной обработкой

Некоторые упрощенные технологии мер водного обеспечения включают:
- Глубокие скважины с погружаемыми насосами в областях, где грунтовые воды расположены на глубине >10 м.
- Мелкие колодцы с облицованными стенами и крышками.
- Системы сбора дождевой воды с использованием подходящих методов хранения, особенно в областях с длительными засушливыми сезонами.
- Сбор тумана, который подходит для областей, где есть туман, даже когда там мало дождей.
- Воздушные колодцы, сооружения или устройства, предназначенные для конденсации атмосферной влаги.
- Ручные насосы и педальные насосы, как правило, предлагаются только в местах, расположенных на сравнительно небольшой глубине (например, 10 м). Flexi-Pipe насос является заметным исключением из этого правила (он до 25 метров). Для более глубоких водоносных горизонтов (<10 м) можно использовать канатный насос и погружные насосы, размещенные внутри скважины. Гидравлические насосы для бытового орошения в настоящее время широко распространены в развивающихся странах. Принципы работы и обслуживания деревенского уровня очень важны, но в случае ручных насосов могут оказаться сложными в применении.
- Конденсационные мешки и конденсационные пункты могут быть подходящей упрощенной технологией для получения воды, но, в целом, довольно непроизводительными (по количеству получаемой воды) и трудоемкими. Тем не менее, это может быть хорошим (очень дешёвым) решением для некоторых отчаявшихся сообществ.
- Катимая цистерна-ролик (Hippo water roller) и катимая цистерна-тор (Q-drum) позволяют перевозить больше воды с меньшими затратами и, таким образом, они могут быть хорошей альтернативой для этнических общин, которые не хотят отказываться от сбора воды из отдаленных мест, при условии пологого топографического рельефа.
- Водяной насос в форме круга-карусели, применяемый в южной части Африки, использует энергию играющих детей для перекачки воды.

#### Санитария
Плохая санитария является серьёзной проблемой для большей части населения: около 2,5 миллиардов человек испытывают недостаток в самых основных формах санитарии и более, чем 1 миллиарда человек по всему миру все ещё практикуют открытую дефекацию в 2015 году согласно Объединённой программе мониторинга водоснабжения и санитарии ООН.
Идеи упрощенных технологий оказывают свое влияние на обеспечение систем санитарии в течение многих лет. Тем не менее, примерно с начала 2000-х годов был сделан акцент на упрощении сверх необходимого систем санитарии, «один размер подходит всем». Поскольку условия варьируют, санитарные системы также должны варьировать, чтобы отвечать потребностям пользователей и других заинтересованных сторон.
Технологии для санитарии, такие как туалеты, очень важны, однако это только часть паззла. Санитарию следует рассматривать как систему, которая включает технический и нетехнические аспекты, такие, как изменение поведения и управления, а также политические аспекты — благоприятную среду в целом. Общая цель должна заключаться в создании устойчивой системы санитарии. Одним из вариантов достижения этой цели может стать экологический подход к санитарии, который предлагает безопасное повторное использование экскрементов.
Невозможно назвать все возможные технологии, которые могут быть отнесены к категории упрощенных, но некоторые повсеместно используемые технологии могут считаться таковыми:
- Сухие туалеты, поскольку они могут сберегать воду для слива и позволяют использовать органику в экскрементах для повторного использования в сельском хозяйстве (например, для удобрения сельскохозяйственных культур). Два примера сухих туалетов — это компостируемые туалеты и мочеотводящие сухие туалеты.
- Обустройство водоотстойников, которые могут очищать сточные и промышленные воды и требуют лишь небольшого количества электроэнергии.
- SanPlat представляет собой простую плиту над туалетом ямного типа, которая делает более простым его чистку и обслуживание.
- Arborloo (туалет-беседка с неглубокой ямой, которая позже становится местом для посадки дерева) является очень простым типом недорогого компостного туалета, пригодного для сельской местности.

### Производство и использование энергии
Термин «технология мягкой энергии» был введен в обращение Амори Ловинс для описания упрощенных технологий для возобновляемой энергии. Упрощенные энергетические технологии особенно подходят для изолированных областей и/или маломасштабных энергетических потребностей. Электричество может быть обеспечено следующим образом:
- Фотоэлектрические (PV) солнечные панели и (большие) концентрирующие солнечные электростанции. Фотоэлектрические солнечные панели, изготовленные из недорогих фотоэлектрических элементов или фотоэлементов, которые изначально были концентрирующими панелями с люминесцентным солнечным центром, также являются хорошим выбором. В частности, такие компании, как Solfocus, производят на основе упрощенных технологий CSP батареи-станции, которые могут быть изготовлены из отходов пластмасс, загрязняющих окружающую среду.
- Солнечный тепловой коллектор
- Энергия ветра (с домашними самодельными турбинами и крупномасштабные)
- Микрогидроэлектростанции (до 100 кВт) и пикогидроэлектростанция (до 5 кВт)
- Генераторы, приводимые в действие человеком
- Другие методы генерации с нулевым выбросом

Некоторые опосредующие технологии включают в себя:
- Биоспирты, такие как биоэтанол, биометанол и биобутанол. Первые два требуют незначительных модификаций, чтобы позволить их использовать в обычных бензиновых двигателях. Третий не требует никаких изменений вообще.
- Растительные масла, которые можно использовать только в дизельных двигателях внутреннего сгорания. Биотопливо в некоторых местностях развивающихся стран вполне доступно и может быть даже дешевле, чем ископаемое топливо.
- Электростанции, использующие анаэробное сбраживание.
- Биогаз — это ещё один потенциальный источник энергии, особенно там, где есть много органических отходов. Генератор (работающий на биотопливе) может работать более эффективно, если сочетать его с батареей и инвертором; это значительно увеличивает капитальные затраты, но снижает эксплуатационные расходы, и потенциально может сделать это более дешёвым выбором, чем энергия солнца, ветра и воды.
- Также может быть использован кизяк.
- Древесный уголь — это ещё один потенциальный источник энергии, который может быть получен в установке пиролиза путем обугливания определённых типов материалов (например, скорлупы фундука, бамбука, куриного помета и т. д.). Подобным источником энергии является Терра Прета (плодородная почва на основе активированного угля).
- Наконец, моча может быть использована в качестве основы для выработки водорода (который является энергоносителем). При использовании мочи выработка водорода на 332 % более энергоэффективна, чем при использовании воды.
- Распределение электроэнергии можно улучшить, используя более структурированное расположение линий электропередач и универсальные штепсельные вилки и розетки переменного тока (например, вилку CEE 7/7). Кроме того, возможно использование унифицированных систем электроснабжения (например, унифицированное напряжение тока, частоты, силы тока, такие как 230 вольт с 50 герц), и возможности усовершенствования силовых сетей (например, за счет использования специальных систем в качестве усовершенствованного однопроводного заземления, таких как тунисская MALT-система, которая отличается низкой стоимостью и простотой размещения).
- Аккумулирование электроэнергии (которая требуется для автономных энергетических систем) может быть обеспечено с помощью соответствующих технологических решений, таких как аккумуляторы глубокого цикла и автомобильные аккумуляторы (опосредующая технология), маховики большой длительности, электрохимические конденсаторы, накопители энергии сжатого воздуха (CAES), жидкий азот и сжатая вода. Множество решений для развивающегося мира разработаны в формате единого пакета, совмещающего производство и хранение электроэнергии. Такие пакеты называются источниками энергии для удаленных территорий.
- Белые светодиоды с источником возобновляемой энергии (например, солнечные элементы) используются фондом «light Up the World» для предоставления освещения бедным людям в отдаленных территориях и обеспечения значительных преимуществ по сравнению с керосиновыми лампами, которые они заменяют. Некоторые другие компании, такие как Powerplus, также имеют светодиодные фонари со встроенными солнечными элементами.
- Органические светодиоды, производимые в рулонах, являются ещё одним источником дешёвого света, который к 2015 году будет доступен в продаже по низким ценам.
- Компактные люминесцентные лампы (а также обычные люминесцентные лампы и светодиодные лампочки) также могут быть использованы в качестве подходящей упрощенной технологии. Хотя они менее экологичны, чем светодиодные, они дешевле и по-прежнему обладают относительно высокой эффективностью (по сравнению с лампами накаливания).
- Безопасная бутылочная керосиновая лампа — это более безопасная керосиновая лампа, разработанная в Шри-Ланке. Такие лампы обеспечивают относительно длительное, мобильное освещение. Безопасность обеспечивается надежной навинчивающейся металлической крышкой и двумя плоскими боковыми сторонами, которые предотвращают скатывание лампы при опрокидывании. Альтернативное по использованию топлива или масла светильник Uday, разработанный Philips в рамках своего проекта «Lighting Africa» (спонсором которого является Группа Всемирного банка).
- Фонарик Фарадея является светодиодным фонариком, который работает на конденсаторе. Перезарядка может быть произведена ручным подкручиванием или встряхиванием, что, таким образом, позволяет избежать необходимости в дополнительной электрической системе.
- Наконец, HID-лампы можно использовать для освещения, когда обычного LED-освещения или других ламп недостаточно. Примерами являются автомобильные фары. При своей высокой эффективности они достаточно экологичны, однако более дороги и продолжают использовать загрязняющие материалы в процессе их производства.

### Транспорт
Транспортные средства, приводимые в движение людьми, включают: велосипед (и разрабатываемый бамбуковый велосипед), который обеспечивает транспортировку общего назначения при более низких затратах по сравнению с моторизованными транспортными средствами, со многими преимуществами перед ходьбой, а также простую инвалидную коляску, которая обеспечивает мобильность для инвалидов, которые не могут позволить себе дорогие инвалидные коляски, используемые в развитых странах. Транспортные средства, использующие мускульную силу животных, могут быть другой подходящей упрощенной технологией. Некоторые транспортные средства с нулевым уровнем выбросов могут рассматриваться как упрощенные технологии, например, автомобили на сжатым воздухе, жидком азоте и водороде. Кроме того, транспортные средства с двигателем внутреннего сгорания могут быть переоборудованы для использования водорода или водородно-кислородной смеси.
Велосипеды также могут использоваться для коммерческих перевозок грузов в отдаленных районах. Примером этого является Караба, кооператив свободной торговли кофе в Руанде, который использует 400 модифицированных велосипедов для перевозки сотен фунтов кофейных зерен для их дальнейшей обработки. Другие проекты в этой области включают в себя модернизацию велосипедов велорикш с целью оборудования их электрическими двигателями. Однако по последним сообщениям, такие велорикши так и не появились на дорогах.

### Здравоохранение
Согласно Всемирному Совету по Здравоохранению, вместо использования профессионально обученных докторов, наиболее подходящим для развивающегося мира является обучение деревенских жителей для излечения большинства болезней. Обученные жители могут устранить 80 % проблем со здоровьем. Небольшие (недорогие) больницы — на основе модели, реализованной в больнице в Джамхеде — могут вылечить ещё 15 %, в то время как только 5 % должны будут обратиться в более крупную (и более дорогую) больницу.
- Прежде чем вы сможете выявить причину болезни или недомогания, требуется точный диагноз. Это может быть сделано вручную (с помощью наблюдений, опросов) и с помощью специальных инструментов.
- Фазопеременный инкубатор, разработанный в конце 1990-х годов, является недорогим способом, используемым медицинскими работниками, для высева и хранения микробных образцов.
- Контроль рождаемости также рассматривается как форма технологического упрощения, особенно сейчас, когда увеличение численности населения (перенаселения определённых районов) приводит к росту цен на продовольствие и бедности. Эта программа была предложена в значительной степени PATH (программы упрощенных технологий для здравоохранения).
- Джайпурская нога была разаработана доктором П. К. Сети и Мастерджи Рам Чандером в 1968 году как недорогой протез для жертв взорвавшихся мин.
- Leveraged Freedom Chair является недорогой коляской, разработанной специально для перемещения по пересеченной местности.
- Натуральные чистящие средства могут быть использованы для личной гигиены и чистки одежды и посуды, чтобы уменьшить болезни/ недомогания (поскольку они устраняют большую часть болезнетворных микроорганизмов).

### Приготовление и хранение пищи
- К системам производства продуктов питания с доказанной эффективностью и небольшими затратами труда относится городское садоводство (в закрытых помещениях и на открытом воздухе). Культивирование растений в закрытых помещениях может быть создано с использованием гидропоники под ламповым освещением, то время в как наружное культивирование может быть организовано с использованием принципов пермакультуры, лесного садоводства, беспахотного земледелия, земледелия без вмешательства («Do Nothing Farming») и т. д. Чтобы лучше контролировать орошение на открытом пространстве может быть создана специальная ирригационная система (хотя это увеличивает стоимость, и может привести к выращиванию неместных растений, которого лучше избегать) Одна из подобных систем для мира развивающихся стран и обсуждается здесь.
- Инструменты для растениеводства лучше всего выбирать самые простые (уменьшает трудоемкость производства, стоимость, трудности при замене и загрязнении по сравнению с моторизованным оборудованием). Инструменты могут включать косы, плуги, протягиваемые животными (хотя земледелие без вспашки предпочтительнее), палки-разрыхлители почвы для посадки семян, колесные буры (для посадки больших деревьев), садовые инструменты, мотыги…
- Иногда сюда относятся теплицы. Иногда они также оснащены ирригационной системой и/или отопительной системой, которые могут соответственно орошать растения или сохранять энергию солнца, расходуя её ночью (когда теплица начинает остывать).

По мнению сторонников упрощенных технологий, они могут быть значительно снизить трудозатраты для приготовления еды по сравнению с традиционными методами, поскольку они значительно проще и дешевле, чем обработка, используемая в западных странах. Это отразилось и в концепции Э. Ф. Шумахера «переходных технологий», то есть технологии, которые значительно более эффективны и дороги, чем традиционные методы, но остающиеся в более чем в 10 раз дешевле, чем технологии развитого мира. Ключевые примеры это:
- Малийская машина шелушения скорлупы арахисовых орехов
- Машина шелушения Фонио
- Молотковая дробилка без экранов
- Кукурозная мельница ISF
- Мельница для шлифовки риса ISF
- Все остальные типы электрического или ручного кухонного оборудования (мельницы, ножи и т. д.) Специальные многофункциональные кухонные роботы могут выполнять несколько функций (например, шлифование, резка, чистка и даже вакуумная очистка и полировка), позволяя снизить расходы даже больше. Экземплярами таких устройств были, например, (так и не вышедшие в серию) приборы Piccolo от Hammelmann Werke (ранее находившиеся в Бад-Киссингене). Они были оборудованы гибкими осями, позволявшими выполнять множество вспомогательных действий.
- Солнечные плиты удобны в некоторых обстоятельствах в зависимости от климата и стиля приготовления пищи. Они не производят вредных выбросов и очень дешевы. Существуют также гибридные варианты, в которых к солнечному рефлектору добавляется второй источник тепла, такой как электронагревательный элемент или дровяная печка.
- Тарелки с подогревом на 100 % электрические, довольно дешевы (около 20 евро) и мобильны. Однако они требуют наличия электрической системы поблизости.
- Печь «Ракета» и некоторые другие дровяные печи (например, Philips Woodstove) повышают эффективность использования топлива и снижают вредное загрязнение воздуха внутри помещений. Печи все ещё используют древесину. Тем не менее, производители брикетов для печей могут превращать органические отходы в топливо, сохраняя деньги и/или время, требуемое для лесозаготовки и восстановления леса.
- Солнечные, специальные холодильники «Эйнштейн» и термомассовые холодильники сокращают количество потребляемой электроэнергии. Кроме того, холодильники «Эйнштейн» не использует галогеналканы (которые играют ключевую роль в разрушении озона), а вместо этого используют тепловые насосы или зеркала. Солнечные холодильники были сконструированы для развивающихся стран компанией Сопология.
- Холодильник типа «горшок в горшке» — это африканское изобретение, которое позволяет хранить продукты в прохладе без электричества. Оно позволяет хранить приготовленную еду и свежие продукты гораздо дольше, чем это было бы возможным в других случаях. И тем самым может принести большую пользу семьям, которые используют данное устройство. Например, существует мнение, что девочки, которые должны были регулярно продовать свежие продукты на рынках, теперь вместо этого могут ходить в школу, поскольку сейчас не настолько остро стоит необходимость продать всю продукцию раньше, чем она потеряет свежесть.

### Информационно-коммуникационные технологии
- OLPC XO, Simputer, Asus Eee PC и другие недорогие компьютеры разработаны для развивающихся стран. Помимо низкой цены, другие характеристики включают в себя устойчивость к пыли, надежность и поддержка местных языков.
- Eldis OnDisc и The Appropriate Technology Library — это проекты, использующие компакт-диски и DVD-диски для предоставления доступа к информации о разработке программ для местностей, где отсутствует надежный и доступный Интернет.
- Использующие энергию заводных пружин радио, компьютер и система связи, запланированные фондом Jhai, не будут зависить от источника питания.
- Существует также GrameenPhone, который объединяет мобильную телефонию с программой микрофинансирования Банка Грамин, разработанный для того, чтобы дать доступ к связи жителям Бангладеш.
- Мобильная телефония приходит в качестве упрощенной технологии во многие развивающиеся страны, поскольку она значительно уменьшает инфраструктуру, необходимую для обеспечения широкого охвата сотовой сети. Однако сеть мобильной телефонной связи может быть не всегда доступна (это зависит от местоположения) и не всегда может предоставлять услуги передачи одновременно и голоса, и данных.
- Loband, веб-сайт, разработанный Aptivate, удаляет с веб-страниц весь фотографический и другой контент, интенсивно использующий полосу пропускания, и отображает их как простой текст, то же в время позволяя просматривать их и в обычном режиме. Этот сайт значительно увеличивает скорость просмотра и потому подходит для использования низкоскоростных соединений, которые обычно доступны в большей части развивающегося мира.
- Все больше активистов предоставляют бесплатные или очень недорогие вебслужбы и службы электронной почты, используя для этого совместные компьютерные или беспроводные «ad hoc» сети. Сетевые сервисы предоставляется кооперативом соседей, каждый из которых использует маршрутизатор в качестве домашнего устройства. Это минимизирует проводную инфраструктуру, а также снижает её стоимость и уязвимость. Частные сети, настроенные таким образом, могут работать без посредника в лице провайдера
- Сельские электрические сети могут быть оснащены оптическими фазовыми кабелями, в которых один или несколько стальных проводов заменены на стальные трубки, содержащие волоконную оптику.
- Спутниковый доступ в Интернет может обеспечить высокоскоростное подключение в отдаленных местностях, однако это значительно дороже, чем проводные или локальные беспроводные системы. Также могут быть использованы wimax и цифровое радио. В зависимости от скорости и времени задержки сигнала в этих сетях возможна передача данных VoIP, что устраняет необходимость в обособленных телефонных сервисах. Наконец Internet Radio Linking Project предоставляет возможность сочетания старого (дешевого) радиовещания с расширенными возможностями Интернета.
- Спутниковые телефонные системы могут быть использоваться как стационарные или мобильные телефоны, а также быть интегрированными с АТС или локальной IP-сетью.

### Финансы
Благодаря финансовым системам, разработанным специально для бедного/развивающегося мира, многие компании получили возможность начать работу даже с ограниченным капиталом. Часто банки дают деньги людям, желающих начать бизнес (используя, к примеру, микрофинансирование). В других системах люди объединяются в рамках Rotating Savings and Credit
Association или ROSCA для совместной покупки дорогостоящих материалов (например, как в организациях кооперационной ренты Тонтина и Сусу). Организации, сообщества, города или отдельные лица могут предоставлять займы другим сообществам/городам (например, с помощью приложений Kiva, World Vision Microloans, MicroPlace и LETS). Наконец, в определённых сообществах (как правило, изолированных, таких как небольшие острова или оазисы) все ценное является общим. Это называется экономика дара (gift economiy).

## Значение для концепта устойчивого развития
Такие особенности как низкие цены, невысокие объёмы потребляемого ископаемого топлива и использование местных ресурсов, могут дать некоторые преимущества с точки зрения устойчивости сообществ. По этой причине эти технологии нередко используются и продвигаются сторонниками устойчивости и альтернативных технологий.
Помимо использования природных, доступных на местном уровне ресурсов (например, древесина или саман) даже те объёмы мусора, что вывозятся из городов, использующих обычные (неэффективные) методы управления отходами, могут быть собраны и использованы повторно для создания устойчивой среды обитания. Использование отходов этих городов позволяет собирать огромное количество строительных материалов по низким ценам. После того как материалы отслужили свое они могут быть переработаны снова и снова в своем собственном городе/сообществе, используя метод «от дома дому» («cradle to cradle»). Места, где можно найти отходы, включают свалки, помойки, замусоренные водоемы, а также окрестности городов или автомагистралей. Органические отходы, которые можно повторно использовать для удобрения растений, могут быть извлечены из сточных вод. Кроме того, городские районы и другие местности (например, кладбища), подлежащие реновации или сносу, могут быть использованы для сбора таких материалов как камень, бетон или калий.